# Асиње
Асиње (фр. Acigné) насеље је и општина у северозападној Француској у региону Бретања, у департману Ил и Вилен која припада префектури Рен.
По подацима из 2011. године у општини је живело 6166 становника, а густина насељености је износила 208,66 становника/km². Општина се простире на површини од 29,55 km². Налази се на средњој надморској висини од 35 метара (максималној 90 m, а минималној 29 m).

## Демографија
| 1962. | 1968. | 1975. | 1982. | 1990. | 1999. | 2011. |
| ----- | ----- | ----- | ----- | ----- | ----- | ----- |
| 1.557 | 1.776 | 2.319 | 3.554 | 4.361 | 5.346 | 6.166 |

График промене броја становника у току последњих година